# Zodarion pseudoelegans
Zodarion pseudoelegans är en spindelart som beskrevs av Denis 1933. Zodarion pseudoelegans ingår i släktet Zodarion och familjen Zodariidae. Inga underarter finns listade i Catalogue of Life.